# Patrice de La Tour du Pin
Pour les articles homonymes, voir La Tour du Pin.
Pour les autres membres de la famille, voir Famille de La Tour du Pin.
Le comte Patrice de La Tour du Pin, né le 16 mars 1911 à Paris et mort dans la même ville le 28 octobre 1975, est un poète français du XXe siècle.

## Biographie
Patrice de La Tour du Pin est le troisième enfant et le second fils de François de La Tour du Pin Chambly de La Charce (1878-1914), lieutenant au 298e régiment d'infanterie, et de Brigitte O'Connor (1880-1948).
En ligne paternelle, il descend de René de La Tour du Pin Gouvernet, d'une des plus anciennes et puissantes famille du Dauphiné et à l'origine de plusieurs dauphins de Viennois, tandis que sa mère est une descendante de Condorcet.
Il n'a que trois ans lorsque son père est tué à la bataille de la Marne, au début de la Première Guerre mondiale. Patrice grandit avec sa sœur et son frère aîné, entre Paris et le Bignon-Mirabeau dans le Gâtinais, élevé par sa mère et sa grand-mère.
Poète et mystique catholique discret, résolument non médiatique, il entre en dialogue avec tous les milieux de son temps, y compris la pensée athée.
Il fait ses études à Sainte-Croix de Neuilly-sur-Seine, puis au lycée Janson-de-Sailly, et entre à l'École libre des sciences politiques.
Il s'est fait particulièrement connaître à ce moment-là par la publication de La Quête de joie, écrit en 1930 à 19 ans et publié en 1933 à compte d'auteur aux éditions de la Tortue, après que Supervielle en eut en vain proposé le manuscrit à La Nouvelle Revue française. Dans ce recueil, c'est en particulier le poème « Enfants de septembre » qui le rendit célèbre. Puis paraissent dans la collection des Cahiers de Barbarie dirigés à Tunis par Armand Guibert L'Enfer (1935) et Le Lucernaire (1936). Il commence aussi à publier des poèmes qu'il rassemblera dans Une somme de poésie : Le Don de la Passion en 1937 dans le Cahiers des poètes catholiques, les Psaumes en 1938 chez Gallimard, La Vie recluse en poésie en 1938 chez Plon, Les Anges en 1939 à Tunis… On peut donc dire que cette œuvre poétique représente un cas unique d'œuvre d'un jeune auteur français révélée à la métropole par l'une de ses colonies !
L’Académie française lui décerne le prix Maurice-Trubert en 1938.
Mobilisé dès le début de la Seconde Guerre mondiale, il est fait prisonnier pendant la Drôle de guerre le 17 octobre 1939 et est interné à l'Oflag IV-D. Il reste en Allemagne trois ans. Chaque jour de sa captivité, il continuait à rédiger ses poésies (qui deviendront la première partie de la Somme) ; ce fut la période de sa vie la plus productive, au cœur même de l'enfermement. À son retour, il épouse sa cousine Anne de Bernis Calvière, et continue à publier la Somme de poésie.
Après la guerre, il vit avec sa femme Anne et leurs quatre filles au Bignon. Il continue à travailler discrètement sur la Somme qui ne sera publiée dans son entier en trois volumes qu'en 1981-1983.
Il s'installe en 1963 à Paris où il publie le Petit Théâtre crépusculaire, le début du troisième tome de Une somme de poésie.
Il publie encore en 1970 Une lutte pour la vie (pour lequel il reçoit le Grand prix catholique de littérature) et en 1974 Psaumes de tous mes temps, quatre-vingt-dix psaumes de sa propre composition.
Il meurt à Paris le 28 octobre 1975 à l'âge de 64 ans. Son épouse est décédée en 2015 à 94 ans.
Il repose dans l'enclos familial des O'Connor près de leur chapelle du cimetière du Bignon-Mirabeau.

## Processus de traduction
Il a joué aussi, on le sait peu, un grand rôle dans la rédaction de la traduction de la Bible pour la liturgie catholique francophone, après la décision de Vatican II d'utiliser les langues vernaculaires pour la messe. Il fut membre, avec Joseph Gelineau, Pierre-Marie Gy, Aimon-Marie Roguet et Didier Rimaud, d'une Commission liturgique pour l'élaboration de nouvelles compositions, créée dans ce but.
Il participa particulièrement à partir de 1964 à la rédaction des psaumes dans le cadre de l'Association épiscopale liturgique pour les pays francophones. Il a aussi rédigé un grand nombre des premiers chants liturgiques post-conciliaires pour la liturgie catholique du bréviaire en langue française, mis en musique pour beaucoup par Rimaud et Gelineau. Son chant le plus remarqué reste sans conteste Amour qui planais sur les eaux (cote SECLI KP72-1),. Ses chants se prêtent mieux au milieu monastique, mais il n'est pas rare de les entendre aussi lors des assemblées dominicales.

### Hymne commentée
Comme ils étaient baptisés sous ton nom
Auteur de cette hymne, a engagé sa vie au service de la poésie,. Il compose une vingtaine d'hymnes qui seront intégrées dans la Liturgie des Heures (CNPL). Dans l'hymne Comme ils étaient baptisés, retenue pour l'office des lectures de la fête de la Toussaint, il nous invite à poser un regard renouvelé sur la « communion des saints » (strophe 4), animé par la foi et l'espérance en la vie éternelle.
Tout est en toi, comme tout t'appartient,

Tout est pour toi en communion des saints ;

Il nous est bon de l'apprendre par eux,

Puisqu'ils te vivent ǃ Alléluia ǃ
— Patrice de La Tour du Pin, Strophe 4.

## Œuvres
- La Quête de Joie, Paris, éd. de la Tortue, 1933.
- D'un aventurier (Les Cahiers des poètes), éd. R. Debresse, année 1935, 16 p., (ASIN B0017ZCISY).
- L'Enfer. Tunis, éditions de la revue Mirages, collection "Les Cahiers de Barbarie" (n°7), 1ère série, 1935 (poème précédemment publié dans la revue Mirages en 1934). Rééd. avec des lithographies d’Élie Grekoff, Paris, Éditions de Cluny, 1949.
- Le Don de la Passion suivi de Saint Élie de Gueuce, Paris, éd. La Pléiade / Bruxelles, Éditions Universelles, coll. "Cahiers des poètes catholiques", 1937 (date réelle 1938).
- La Vie recluse en poésie (suivi de Présence et poésie, par Daniel-Rops), Paris, Plon, collection "Présence", 1938 (rééd. 1952).
- Psaumes, Paris, Gallimard, coll. "Métamorphoses" (n°5), 1938.
- Le Lucernaire. Tunis, éditions de la revue Mirages, coll. "Les Cahiers de Barbarie" (no 13), 2ème série, 1936, 82 pp.
- Les Anges. Tunis, éd. Monomotapa, 1939 (repris dans Une somme de poésie en 1946). (ISBN 2070237605).
- La Quête de joie, Paris, Gallimard, 1939  (ISBN 2070237613) - Prix Mallarmé (que l'auteur a refusé).
- Deux chroniques intérieures, Paris, éd. P. Seghers, 1945.
- La Genèse, Neuchâtel, éd. Ides et Calendes, 1945.
- Les Concerts sur Terre, Paris, éd. R. Laffont, 1946.
- Les Contes de Soi, Paris, éd. R. Laffont, 1946.
- Le Jeu du Seul, Paris, Gallimard, 1946.
- Une Somme de poésie, Paris, Gallimard, 1946,  (ISBN 2070237621).
- La Contemplation errante, Paris, Gallimard, 1948,  (ISBN 207023763X).
- Bestiaire fabuleux, Paris, Darantière, 1950 (poèmes écrits sur des gouaches de Jean Lurçat).
- Noël des eaux, avec cinq aquarelles de Marguerite Louppe, Neuchâtel, éd. Ides et Calendes, 1951.
- Pépinière de sapins de Noël, illustrations de Jacques Ferrand), Paris, Gallimard, 1957 (rééd. 2000).
- Le Second Jeu (Une Somme de poésie, II), Paris, Gallimard, 1959,  (ISBN 2070237656).
- Petit théâtre crépusculaire (Une somme de poésie, III, 1ère partie) Paris, Gallimard, 1963,  (ISBN 2070237664).
- La Quête de Joie suivi de Petite somme de poésie, préface de Maurice Champagne, Paris, Gallimard, collection "Poésie/Gallimad", 1967,  (ISBN 2070301583).
- Une Somme de poésie, III, Le Jeu de l'homme devant Dieu, 2e partie : Carême et temps pascal ; Une lutte pour la vie, Paris, Gallimard, 1970,  (ISBN 2070271498), Grand prix catholique de littérature 1971.
- Concert eucharistique, Paris, Desclée & Cie, 1972.
- Lettres de faire-part, Paris, La Compagnie Typographique, 1974 (ouvrage de bibliophilie à tirage limité de 88 exemplaires, 73 p.).
- Psaumes de tous mes temps, Paris, Gallimard, 1974,  (ISBN 2070288072).
- Une somme de poésie, Paris, Gallimard, 1981 :
  - Tome I : Le Jeu de l'homme en lui-même,  (ISBN 2070250385).
  - Tome II : Le Jeu de l'homme devant les autres, 1982,  (ISBN 2070223205).
  - Tome III : Le Jeu de l'homme devant Dieu, 1983,  (ISBN 2070259773).
- Lettres à André Romus, présentation par Luc Estang, avant-propos d'André Romus, Paris, éd. du Seuil, 1981,  (ISBN 2020058936).
- Carnets de route,1, préface de Joseph Gelineau, Paris, Plon, 1995,  (ISBN 2259182216).
- Poèmes choisis, édition présentée par Claude Arnaud, Emmanuel de Calan et Jean-Matthieu de l'Épinois, Paris, Gallimard, 2010,  (ISBN 978-2070131129).
- Correspondance avec Armand Guibert, éd. établie, annotée et présentée par Marie-Josette Le Han, préface d'Isabelle Renaud-Chamska, Brest, Cahiers du Centre d'étude des correspondances et journaux intimes, 2022,  (ISBN 978-2955519578).

## Études sur Patrice de La Tour du Pin
: document utilisé comme source pour la rédaction de cet article.
- Armand Guibert, Jean Amrouche, Anne Denis-Dagieu et Camille Bégué : Patrice de La Tour du Pin. Tunis, éd. de la revue Mirages, 1934, 136 pp.
- Daniel-Rops, L'oeuvre grandissante de Patrice de La Tour du Pin, (suivi du poème Les Anges de P. de la Tour du Pin), Paris, Desclée De Brouwer / Bruxelles, Éditions Universelles, 1942.
- Anne Biéville-Noyant, Patrice de La Tour du Pin, Paris, éd. de la Nouvelle Revue, 1948.
- Eva Kushner, Patrice de La Tour du Pin, Paris, éd. Seghers, coll. "Poètes d'aujourd'hui" (n°79), 1961.
- Colloque Patrice de La Tour du Pin, tenu à la Sorbonne le 21 et 22 novembre 1981, sous la direction d'Yves-Alain Favre, éd. A.-G. Nizet, 1983, 189 p.,  (ISBN 978-2707810342).
- Patrice de La Tour du Pin : La Quête de joie au cœur d'Une somme de poésie, actes du colloque au Collège de France, 25-26 septembre 2003, réunis par Isabelle Renaud-Chamska, éd. Droz, Genève, 2005.
- Approches de l’incommunicable, par Albert Béguin, Esprit no 128, 1946 (p. 881-888).
- Jacques Gauthier, Patrice de La Tour du Pin, quêteur du Dieu de joie, Mediaspaul, 1987, 188 p. (ISBN 978-2712202927). .
- La Théopoésie de Patrice de La Tour du Pin, par Jacques Gauthier, éd. Bellarmin, Montréal / éd. du Cerf, Paris, 1989[13].
- Marie-Josette Le Han, Paradigme biblique et expérience poétique : L'exemple de Patrice de La Tour du Pin, Presses Universitaires de Franche-Comté, 2006 (ISBN 978-2848671413).
- L’Univers singulier de Patrice de La Tour du Pin, par Daniel Leuwers, La Nouvelle Revue Française, 355, juillet-août 1982 (p. 159-163).
- Luca Pietromarchi, Les Anges sauvages : La quête de joie de Patrice de La Tour du Pin, Honore Champion, 2002, 304 p., (textes et études, vol. 37) (ISBN 978-2745305527). .
- Maurice Champagne, Éloge de La Quête de Joie suivi de Petite somme de Poésie, 251 p. « Ce qui intéresse Patrice de La Tour du Pin dans l'acte de poésie, ce n'est pas le génie de l'incantation, mais l'apprentissage de sa vérité intérieure ».

## Quelques citations
Notre base n'est pas la poésie, notre base est l'homme... Que deviendrait le chant loin des hommes, que signifie le plan propre à la poésie ? à quoi sert-il de s'aventurer sur le prétendu plan de l'art pur, sinon pour acquérir certaines richesses techniques et pour explorer sans vraiment coloniser ? que veut dire cette pureté ? Vous qualifiez les domaines avec des termes qui ne conviennent qu'aux âmes ; et l'amour inclinera vers le froid...

Quoi que vous fassiez dans votre œuvre, vous vous faites vous-mêmes. Vous avez tracé des allées intérieures où vous vous êtes engagés... Quoi que vous fassiez, vous aurez appliqué ces heures de votre vie, vous aurez nuancé votre éternel...

Tous les pays qui n'ont plus de légende Seront condamnés à mourir de froid... (La Quête de Joie, p. 25)

### Quête
Tout HOMME est une histoire SACRÉE ː
elle est comme l'inscription d'une pierre mise à jour en me creusant, la pierre d'assise d'une sorte de cloître intérieur à bâtir.
Je l'appellerai Tess sans mettre aucun symbolisme dans ce nom, simplement pour le plaisir de nommer.
Et demeurant dans l'univers poétique dont la genèse a été écrite, je retiens d'elle les courants principaux qui me constituent, 
sans les remettre en question, mais j'y ajoute le besoin de comprendre et d'ordonner, celui-là même qui les a distingués.
Au chapitre où j'en suis de mon histoire, je crois que la construction de Tess s'impose pour sauvegarder mon unité et poursuivre la réalisation du livre.
— Patrice de La Tour du Pin, La vie recluse en poésie (SP1, 195-196).

## Psaumes de Tous mes temps
L'avan-propos d'Isabelle Renaud-Chamska site le vieux quêteur connaissant un nouveau sursaut d'inquiétude, mais il ne voudrait pas conclure sa préface sous ce signe, non plus par un sourire de complaisance à son œuvre ; il ne peut dire qu'il ait gagné sa partie de vie, ni qu'il l'ait perdue. Alors la seule espérance lui reste que son apport poétique serve un peu à une renaissance religieuse à venir,.
Est-il mort en vénérateur de lui-même,

La tête entre les jambes et les mains jointes ?

Au dernier spasme, était-il en révolte

d'être défait si absurdement ?

Alors qu'il n'avait pas fait éclore toute la lumière qu'il couvait,

pas atteint toute sa taille.

Le voici muet, Seigneur, ses amis le remplacent,

tu permets que cela soit ainsi.

C'est en son nom que nous pouvons te dire ː

oui, j'ai trop aimé la grandeur.

Oui, j'ai jeté ma vie dans la passion d'écrire,

j'ai savouré le dégoût du vulgaire.

Mais si je fus un riche d'esprit couché sur un trésor,

jamais je ne l'ai vraiment tenu pour le mien.

Écoute le témoignage de ses amis, Seigneur,

oublie ce que nous oublions.

Et retiens seulement de ton serviteur

qu'il a voulu redresser le jeu de l'homme vers toi.
— Patrice de La Tour du Pin ː Psaume 1, p. 30.